# Lista de obras expostas na mostra Arte italiana em coleções brasileiras

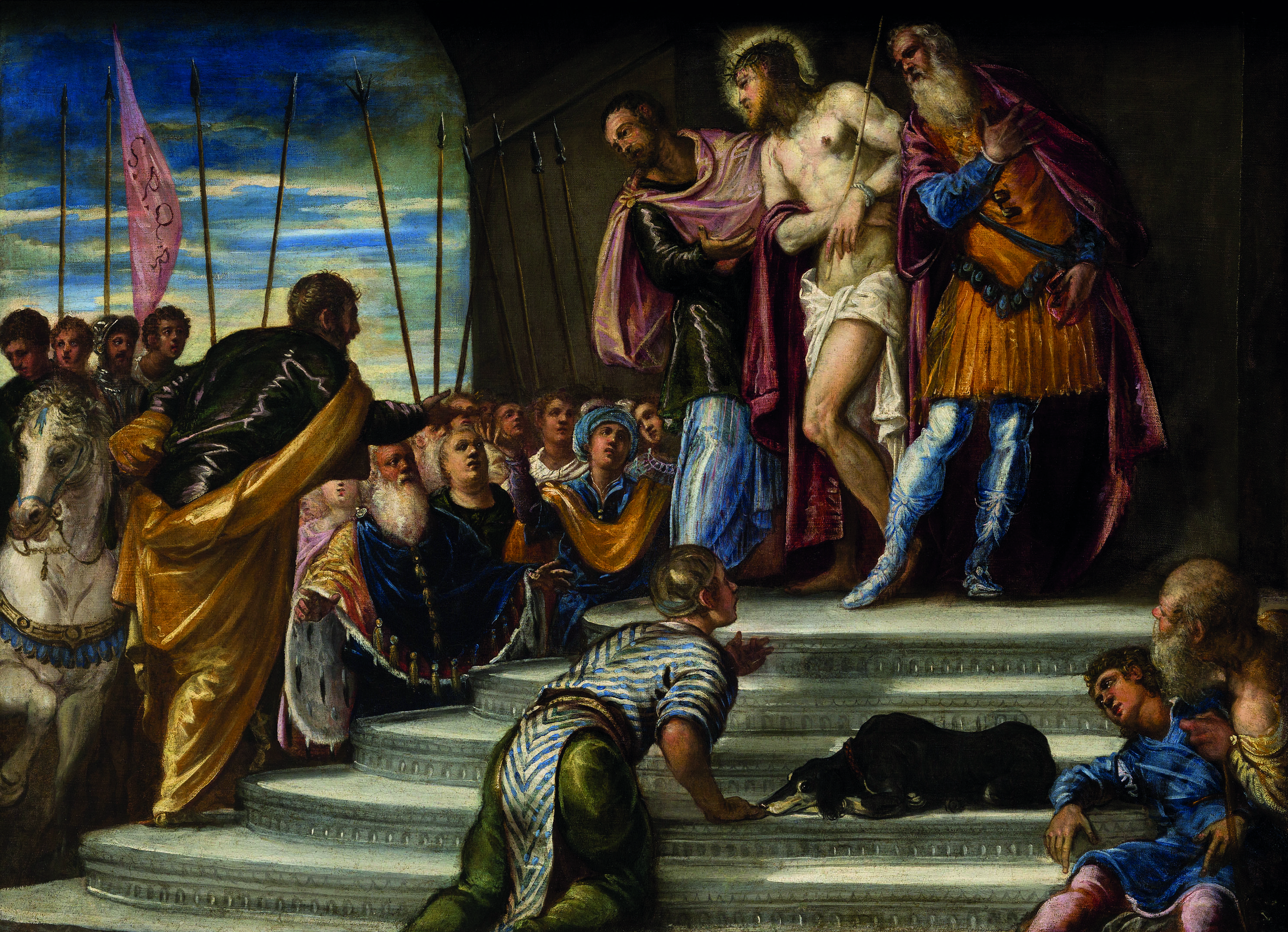
Tintoretto. Ecce Homo, 1546-1547 (MASP, São Paulo). Uma das obras integrantes da mostra Arte italiana em coleções brasileiras

Esta é uma lista de obras expostas na mostra Arte italiana em coleções brasileiras, organizada e sediada pelo Museu de Arte de São Paulo (MASP) entre 13 de novembro de 1996 e 26 de janeiro de 1997. Com público visitante de 45 mil pessoas e premiada como Melhor Exposição de 1996 pela Associação Paulista de Críticos de Arte, a mostra reuniu mais de 500 obras, entre pinturas, esculturas, desenhos e maiólicas, produzidas na Itália entre a Alta Idade Média e o século XX e atualmente conservadas em museus e coleções particulares do Brasil. Na lista a seguir, as obras são divididas por técnica e, em seguida, agrupadas em núcleos cronológicos/artísticos e subdivididas em escolas regionais.

## Pinturas

### Arte Tardo-Medieval e Renascentista (c. 1250 -c. 1510)
Esse núcleo da exposição, composto por trinta pinturas, se inicia em meados do século XIII, atestando desde as influências bizantinas e da civilização do gótico francês sobre a cultura tardo-medieval italiana até à eclosão do Renascimento em Florença, já em meados do século XV, e sua repercussão imediata nas escolas regionais, ao norte e ao sul da península. O conjunto permite entrever a consolidação de uma tradição estética imbuída de um novo ideal de cultura, que se nutre da arte da Antiguidade Clássica, e que passa a conceber a pintura como uma forma plástica, incorporando, por exemplo, a sensação de volume, a representação do movimento e a concepção do espaço em três dimensões.
| Itália | |                                                                                           |                                         |                               |                  |                                                  |                    | |
| Imagem | Autor | Título                                                                                    | Datação                                 | Técnica e suporte             | Dimensões        | Acervo                                           | Localização        | Outras informações |
|        | Mestre do Bigallo (ativo em Florença em meados do século XIII)                                                              | Virgem em Majestade com o Menino Jesus e dois anjos                                       | c. 1275                                 | Têmpera sobre madeira         | 130 x 56 cm      | Museu de Arte de São Paulo                       | São Paulo, SP      | Doada ao MASP por seu fundador, Pietro Maria Bardi, essa Maestà foi atribuída ao Mestre do Bigallo por Garrison, em 1962. A composição remonta a um protótipo do século VI, de origem síria, denominado Teótoco ou Santa Maria, caracterizado pela superposição das figuras em frontalidade absoluta, um modelo bizantino bastante popular em Florença entre 1220 e 1270. O lenço na mão da Virgem, por sua vez, é uma referência ao traje cerimonial da imperatriz bizantina, recorrente em várias insígnias antigas de Roma. O formato do painel, retangular com coroamento em arco, além de conferir proeminência à cabeça da Virgem, também sugere a associação da obra ao motivo arquitetônico do lintel. |
|        | Mestre de San Martino alla Palma (ativo em Florença no primeiro terço do século XIV)                                        | Virgem com o Menino Jesus                                                                 | 1310-1320                               | Têmpera sobre madeira         | 45 x 37 cm       | Museu de Arte de São Paulo                       | São Paulo, SP      | Anteriormente atribuída a Bernardo Daddi, a obra deveria ser originalmente mais larga e com terminação superior em cúspide. Trata-se de uma imagem de altar, talvez a parte central de um retábulo destinado à devoção privada. A intensa contemplação recíproca entre as duas figuras sagradas é característica da produção de uma variedade de artistas da época e tributária das doutrinas do filósofo Alberto Magno sobre a natureza energética e "psicológica" da visão (De motibus animalium,I, ii, cap. 4-7). |
|        | Pintor anônimo úmbrio (ativo no início do século XIV)                                                                       | A Crucificação e a Virgem com o Menino entre Anjos, Santos e os Símbolos dos Evangelistas | 1290-1305                               | Têmpera sobre madeira         | 66 x 39 cm       | Museu de Arte de São Paulo                       | São Paulo, SP      | Já atribuída a Deodato Orlandi por Roberto Longhi. Ignora-se a função deste painel, talvez destinado a um altar de devoção privada, talvez à decoração de mobília eclesiástica. Na parte superior, há uma Crucificação entre a Virgem e São João e, em dimensões menores, Santo Agostinho e São Nicolau de Bari, conforme inscrições na base das imagens. Na parte inferior, no interior de um arco, encontra-se uma representação da Virgem sobre o trono com o Menino de pé, entre quatro anjos (?) e, nas laterais, estão as figuras de São Pedro, São Paulo e os quatro símbolos dos evangelistas. |
|        | Luca di Tommè (Siena, c. 1330–1389)                                                                                         | Virgem com o Menino Jesus                                                                 | segunda metade do século XIV            | Têmpera e ouro sobre madeira  | 94 x 47 cm       | Coleção particular                               | São Paulo, SP      | Destacada pelo preciosismo linear do desenho, essa madona de Luca di Tommè é representativa do fenômeno de "reação conservadora" observável entre os mestres de Siena à cultura mais "moderna", de inspiração florentina, que emergiu na região na primeira metade do século XIV. |
|        | Simone dei Crocifissi (ativo em Bolonha entre 1355 e 1399)                                                                  | Santo                                                                                     | segunda metade do século XIV            | Têmpera sobre madeira         | 94 x 30 cm       | Fundação Crespi-Prado / Museu da Casa Brasileira | São Paulo, SP      | Obra típica do estilo de Simone dei Crocifissi, aliando a graça expressiva de Vitale da Bologna a uma sensibilidade mais rústica, naturalista, própria de algumas tendências "expressionistas" da cultura visual da Emília e da Úmbria desde o século XIII. Não há consenso quanto à identidade do santo representado, já identificado como Santiago Maior. A obra é o painel direito de um díptico desmembrado. A ala esquerda, igualmente conservada na Coleção Crespi-Prado, representa outro santo, talvez São João Batista. |
|        | Atribuído a Paolo Serafini da Modena (ativo em Módena na segunda metade do século XIV)                                      | Adoração dos Reis Magos                                                                   | penúltimo quartel do século XIV         | Têmpera sobre madeira         | 25 x 32 cm       | Museu de Arte de São Paulo                       | São Paulo, SP      | Anteriormente atribuída ao Mestre de Bambino Vispo, pintor hoje identificado pela maioria da crítica especializada como Gherardo Starnina. A atribuição a Paolo Serafini foi feita com ressalvas por Miklos Boskovits, em 1975. Esse pequeno painel provavelmente integrava originalmente uma predela, isso é, a frisa compartimentada em pequenos retângulos que decoram com cenas secundárias a base de um retábulo. |
|        | Mestre de 1416 (ativo em Florença entre o fim do século XIV e a segunda década do século XV)                                | Madona com o Menino no Trono e Quatro Santos                                              | 1410-1415                               | Têmpera sobre madeira         | 106 x 57 cm      | Museu de Arte de São Paulo                       | São Paulo, SP      | Anteriormente atribuída a Rossello di Jacopo Franchi. Obra exemplar do chamado "estilo gótico internacional" em sua acepção florentina, como atestado pelo modelado cromático e ritmo divagante da cena. Estão representados, ao lado da Virgem com o Menino, São João Batista, Santo Antônio Abade, Santiago Maior e um quarto santo, talvez Juliano. O vaso de lírios ao centro simboliza a imaculabilidade de Maria, a quem o Menino Jesus entrega o pergaminho com os dizeres "qui tolis, ou "que tirais", prefigurando o próprio sacrifício ("Cordeiro de Deus, que tirais o pecado do mundo"). Há um altar quase idêntico à obra em pauta, também atribuído ao Mestre de 1416 e atualmente conservado nas Galerias de Florença. |
|        | Ottaviano Nelli (Gubbio, c. 1375-1444)                                                                                      | Madona com o Menino entre Santa Madalena e Santo Estevão Protomártir                      | 1400-1410                               | Afresco transferido para tela | 218 x 229 cm     | Museu de Arte de São Paulo                       | São Paulo, SP      | Afresco destacado das paredes do antigo Oratorio dell'Arte dei Mercanti della Lana, em Gubbio, conforme depreendido da nota de Egidio Calzini de 1898, informando sobre a venda de "aproximadamente vinte metros quadrados de afrescos" de Ottaviano Nelli, divididos em cinco seções (ou riquadri), sendo uma delas uma "Madonna della Misericordia, corteggiata da due santi". Embora executado já no século XV, o afresco, de composição arcaica e isento de empostações cenográficas, é fortemente influenciado pela estética trecentista. |
|        | Andrea Mantegna (Isola, c. 1431 - Mântua, 1506)                                                                             | São Jerônimo penitente no deserto                                                         | 1448-1451                               | Têmpera sobre madeira         | 48 x 36 cm       | Museu de Arte de São Paulo                       | São Paulo, SP      | Uma das primeiras obras conhecidas de Andrea Mantegna, São Jerônimo penitente no deserto diferencia-se da iconografia tradicional de São Jerônimo, privilegiando uma interpretação humanista no lugar da religiosa - e evidenciando de forma exemplar o espírito do Renascimento. Se na tradição pictórica dos Quattrocento o santo era mostrado golpeando o próprio peito com uma pedra em penitência, na obra do MASP seus atributos são o livro e o rosário, indicando a necessidade de concordância entre a fé e a razão. A coruja, símbolo da sabedoria filosófica, substitui a pomba da revelação cristã, reforçando a assimilação da figura do ermitão à do filósofo. Um possível desenho preparatório para esta obra encontra-se conservado no Museu de Berlim. A atribuição da pintura a Mantegna é atribulada desde a primeira publicação da obra, em 1936, mas tende a ser majoritariamente aceita pela literatura contemporânea. |
|        | Niccolò Alunno (Foligno, c. 1430 - 1502)                                                                                    | Ecce Homo (Cristo morto no sarcófago como "Vir Dolorum")                                  | 1480-1500                               | Têmpera sobre madeira         | 73 x 39 cm       | Museu de Arte de São Paulo                       | São Paulo, SP      | Trata-se, provavelmente, de uma porta de um tabernáculo ou de um relicário, como atesta a fechadura à esquerda. A iconografia do Cristo como Homem das Dores é frequentemente associada a das Arma Christi e a da Missa de São Gregório - durante a qual a imagem de Cristo em um sarcófago teria aparecido ao santo, enquanto celebrava uma missa na Igreja de Santa Cruz em Jerusalém. Nesta mesma igreja, encontra-se um pequeno ícone do século XIV, alegadamente uma cópia de um protótipo muito mais antigo, dos século VII-VIII, que ofereceria, portanto, um registro coevo da aparição milagrosa. Dentre as inúmeras representações quinhentistas do tema, destacam-se dois painéis muito similares à obra do MASP e também estilisticamente tributários de Niccolò Alunno, um na Galleria Nazionale dell'Umbria, em Perúgia, e o outro no Wallraf-Richartz-Museum de Colônia.                                                      |
|        | Piermatteo d'Amelia (Amelia, 1445/1448–c. 1508)                                                                             | Virgem com o Menino Jesus                                                                 | segunda metade do século XV             | Óleo sobre madeira            | 39 x 28 cm       | Casa Museu Eva Klabin                            | Rio de Janeiro, RJ | |
|        | Marino d'Agnolo (documentado na Úmbria entre o fim do século XV e o início do século XVI)                                   | Virgem com o Menino Jesus                                                                 | fim do século XV - início do século XVI | Óleo e ouro sobre madeira     | 45 x 36 cm       | Casa Museu Eva Klabin                            | Rio de Janeiro, RJ | Já atribuída a Antoniazzo Romano (1430-1508). Destaca-se na obra a intensidade da contemplação mútua entre a Virgem e o Menino e a atmosfera de intimidade e ternura, ressaltada pelo gesto do Infante, ao abraçar a Mãe. |
|        | Sano di Pietro (Siena, 1405-1481)                                                                                           | Virgem com o Menino Jesus                                                                 | século XV                               | Têmpera sobre madeira         | 43 x 31 cm       | Coleção particular                               | -                  | |
|        | Sano di Pietro (Siena, 1405-1481)                                                                                           | Santa Inês                                                                                | século XV                               | Têmpera sobre madeira         | 28 x 31 cm       | Casa Museu Eva Klabin                            | Rio de Janeiro, RJ | |
|        | Álvaro Pires de Évora (Évora, Portugal, ativo na Itália no primeiro terço do século XV)                                     | São Miguel Arcanjo                                                                        | primeiro terço do século XV             | Têmpera sobre madeira         | 53 x 20 cm       | Coleção particular                               | São Paulo, SP      | De origem portuguesa, Álvaro Pires estabeleceu-se na Itália na primeira década do século XV. A presente obra pertence a uma série de pinturas que aparentemente integravam as pilastras de um políptico desmembrado ("Tríptico de Volterra"). |
|        | Atribuído a Filippino Lippi (Prato, c. 1457 - Florença, 1504)                                                               | Virgem com o Menino e um Anjo                                                             | último quartel do século XV             | Óleo sobre madeira            | 57 x 38 cm       | Coleção particular                               | São Paulo, SP      | Esta madona foi atribuída a Filippino Lippi por Maurizio Marini. |
|        | Biagio d'Antonio (Florença, 1466-1515)                                                                                      | Virgem com o Menino Jesus                                                                 | c. 1475                                 | Óleo sobre madeira            | 74 x 54 cm       | Museu de Arte de São Paulo                       | São Paulo, SP      | Anteriormente atribuída a Francesco Botticini. O tema da Virgem em adoração ao Menino Jesus, recorrente na pintura florentina no fim do século XV, aparece aqui concebido em dois registros espaciais contrastados. O primeiro, propriamente espiritual, é circunscrito pela manjedoura, erguida sobre ruínas antigas, a simbolizar a concordância entre o mundo antigo e o cristianismo. No segundo plano, ao longe, avista-se a cidade de Florença ainda com suas muralhas trecentistas e marcos urbanos como a cúpula da Igreja de Santa Maria del Fiore, a torre do Palazzo Vecchio e o campanário da Badia Fiorentina. O Rio Arno aparece ao centro da composição, unificando as duas cenas. Na Galeria Nacional da Escócia há uma composição muito similar à obra em pauta, denominada Madona Ruskin e atribuída ao ateliê de Verrocchio.                                                                                              |
|        | Biagio d'Antonio (Florença, 1466-1515)                                                                                      | Virgem com o Menino Jesus                                                                 | segunda metade do século XV             | Óleo sobre madeira            | 92 x 54 cm       | Coleção particular                               | São Paulo, SP      | |
|        | Domenico Ghirlandaio e ateliê (Florença, 1449-1494)                                                                         | Virgem com o Menino Jesus e paisagem                                                      | segunda metade do século XV             | Óleo sobre madeira            | 57 x 41 cm       | Coleção particular                               | São Paulo, SP      | |
|        | Sandro Botticelli e ateliê (Florença, 1445-1510)                                                                            | Virgem com o Menino e São João Batista Criança                                            | 1490-1500                               | Têmpera sobre madeira (tondo) | diâmetro: 74 cm  | Museu de Arte de São Paulo                       | São Paulo, SP      | Esta madona é um dos muitos tondi produzidos por Botticelli na última década do século XV, tendo por tema uma abordagem mais humanizada e emotiva da iconografia da Virgem com o Menino ("Virgem da Ternura"). A atribuição da obra a Botticelli foi proposta por Roberto Longhi em 1947, sendo posteriormente ratificada por Antonino Santangelo, Miklos Boskovits e Yukio Yashiro. Historiadores também ressaltam a participação de assistentes de ateliê na execução de partes da obra, sobretudo na figura de São João Batista, possivelmente devida a Bartolomeo di Giovanni ou Raffaelino de' Carli. Existem mais de dez tondi botticellianos similares à obra da MASP, destacando-se, entre eles, a madona do Sterling Clark Museum, de Williamstown, Massachusetts. |
|        | Jacopo del Sellaio? (Florença, 1441-1593) (ou discípulo anônimo de Botticelli?)                                             | Virgem com o Menino Jesus                                                                 | 1470-1480                               | Têmpera sobre madeira         | 57 x 40 cm       | Museu de Arte de São Paulo                       | São Paulo, SP      | A atribuição dessa obra a Jacopo del Sellaio foi proposta por Pietro Toesca em 1946, com base nas similaridades com outras madonas deste autor, conservadas no Museu do Bigallo e em coleções particulares. Carl Strehlke, Everett Fahy e Miklos Boskovits, entretanto, rejeitaram essa atribuição em favor de um autor na órbita de Sandro Botticelli. |
|        | Raffaellino del Garbo (San Lorenzo a Vigliano, c. 1466 – Florença, 1524)                                                    | Virgem com o Menino, São José e São João Batista                                          | início do século XVI                    | Óleo sobre madeira (tondo)    | diâmetro: 85 cm  | Fundação Cultural Ema Gordon Klabin              | São Paulo, SP      | |
|        | Imitador de Lippi-Pesellino (ativo em Florença na segunda metade do século XV)                                              | Virgem com o Menino, São João Batista Criança e um Anjo                                   | 1460-1470                               | Têmpera sobre madeira (tondo) | diâmetro: 105 cm | Museu de Arte de São Paulo                       | São Paulo, SP      | O autor desta obra é um discípulo e, sobretudo, imitador dos pintores florentinos Fra Filippo Lippi e Francesco Pesellino, dedicado a replicar as composições destes para um público mais popular, para o qual as obras dos dois mestres citados seriam inacessíveis. O tondo do MASP é uma cópia invertida de uma madona de Filippo Lippi conservada na Pinacoteca de Munique. A figura de São João Batista, por sua vez, é replicada de um tondo de Lippi na National Gallery de Londres. |
|        | Pietro Perugino e ateliê (Città della Pieve, c. 1445/1448 - Fontignano, 1523)                                               | São Sebastião na Coluna                                                                   | 1500-1510                               | Óleo sobre tela               | 181 x 115 cm     | Museu de Arte de São Paulo                       | São Paulo, SP      | Esta obra foi exposta na Burlington House de Londres, em 1871, com uma atribuição a Rafael. Trata-se, na verdade, de uma réplica autógrafa e ligeiramente posterior do São Sebastião de Perugino, conservado no Museu do Louvre. As duas obras, além de outras versões anteriores do tema, parecem derivar do mesmo desenho preparatório, hoje no Museu de Cleveland. A abundância de representações de São Sebastião na obra de Perugino atesta a grande demanda por imagens do santo, talvez um recurso às suas funções protetoras durante as epidemias que assolavam a Europa. |
|        | Rafael (Urbino, 1483 - Roma, 1520)                                                                                          | Ressurreição de Cristo (Ressurreição Kinnaird)                                            | 1499-1502                               | Óleo sobre madeira            | 52 × 44 cm       | Museu de Arte de São Paulo                       | São Paulo, SP      | Ressurreição de Cristo é uma das primeiras obras conhecidas de Rafael onde já se notam características típicas de sua poética e estilo compositivo, prenunciando, sobretudo, a tendência ao equilíbrio e o gosto pelo movimento, típicos de sua fase florentina. O painel é, provavelmente, um elemento de uma predela desconhecida, tendo-se aventado a hipótese de se tratar de um dos remanescentes do retábulo de San Nicola da Tolentino, a primeira encomenda documentada do pintor. A atribuição da obra a Rafael, embora recente, é hoje quase consensualmente aceita pela crítica especializada. Conservam-se três desenhos preparatórios para essa obra, dois no Ashmolean Museum de Oxford e um na Biblioteca Olivariana de Pesaro. |
|        | Giovanni Bellini (Veneza, c. 1430-1516)                                                                                     | A Virgem com o Menino de Pé, Abraçando a Mãe (Madona Willys)                              | 1480-1490                               | Óleo sobre madeira            | 75 × 59 cm       | Museu de Arte de São Paulo                       | São Paulo, SP      | Inusual em outros pintores, a iconografia da Virgem em meia-figura atrás de um parapeito é uma constante nas madonas de Giovanni Bellini. É possível que esta variante iconográfica derive da simbologia bizantina, onde a meia-figura surge como metáfora a sugerir o "aspecto inteiro" do divino, de forma que tal redução o adequaria à inteligibilidade humana. A cena é sacralizada ao máximo: não há sinais de afetividade doméstica entre as figuras, comuns nas madonas italianas do Quattrocento. O parapeito "barra" o acesso do espectador à representação do divino, ao passo que o pano de honra verde isola a Virgem e o Menino da paisagem profana em segundo plano. A obra do MASP é o protótipo de diversas cópias, versões e derivações. |
|        | Cópia de Giorgione (Castelfranco Veneto, c. 1477 - Veneza, 1510) ou Ticiano (Pieve di Cadore, c.. 1473/1490 - Veneza, 1576) | Cristo carregando a cruz e o supliciador                                                  | século XVI                              | Óleo sobre tela               | 45 × 55 cm       | Coleção particular                               | São Paulo, SP      | Trata-se de uma das mais importantes cópias antigas do Cristo portacroce (1508-1509) conservado na Scuola Grande di San Rocco, em Veneza, atribuído por parte da crítica a Ticiano e por outra parte a Giorgione. Além desta cópia, destaca-se a versão que se encontra no Museu de Belas Artes de Budapeste. |
|        | Francesco Francia e ateliê (Bolonha, 1447-1517)                                                                             | Virgem com o Menino e São João Batista criança                                            | 1510-1515                               | Óleo sobre madeira            | 65 × 51 cm       | Museu de Arte de São Paulo                       | São Paulo, SP      | Obra típica da última fase de Francia, apresentando suas habituais características técnicas (como o esmalte luminoso da matéria, de aspecto quase "vítreo", ou os acordes de cor entre as figuras e a paisagem) e compositivas (notável na afetuosidade anedótica que transparece do ato do Jesus, que se distrai com a cruz de João Batista). Conforme Roberto Longhi, a "cabeça da Virgem é a parte mais seguramente autógrafa da pintura", sendo bastante similar à da madona de Francia para o Retábulo Buonvisi, hoje na National Gallery de Londres. |
|        | Giacomo Francia (Bolonha, 1487-1557)                                                                                        | A Sagrada Família                                                                         | século XVI                              | Óleo sobre madeira            | 40,2 × 46 cm     | Fundação Cultural Ema Gordon Klabin              | São Paulo, SP      | |
|        | Giampietrino (ativo na Lombardia de 1497/1500 a 1540)                                                                       | A Virgem Amamentando o Menino e São João Batista Criança em Adoração                      | 1500-1520                               | Óleo sobre tela               | 86 × 88 cm       | Museu de Arte de São Paulo                       | São Paulo, SP      | O tema da Virgem amamentando o Menino é o mais antigo na iconografia de Maria, tendo suas primeiras representações datadas do século II d.C. Suas origens, entretanto, são pré-cristãs, remontando ao tema egípcio de Ísis amamentando Harpócrates, posteriormente cristianizado pela arte copta. Discípulo de Leonardo da Vinci, Giampietrino inspirou-se nas criações do mestre para executar diversos elementos dessa composição — do sfumatto que satura as figuras, à paisagem leonardiana entrevista pela janela, passando pelo jogo de luz e sombras e, sobretudo, pela figura do Menino Jesus, replicado de forma invertida do Infante da Madona Litta de Leonardo, conservado no Museu do Hermitage. A decoração de folhas de parreiras na coluna e a cruz abraçada por João Batista são prenúncios místicos do sacrifício de Jesus.                                                                                                |

### Maneirismo (c. 1520 -c. 1600)
Neste núcleo da mostra, composto por 25 pinturas, estão agrupadas as peças que que seguem as premissas formais do Maneirismo, executadas entre o segundo decênio do século XVI até a virada para o século XVII, marcadas pelo predomínio do cinetismo, do movimento e uma estrutura compositiva ascendente e verticalizada, em oposição ao rigor formal com o equilíbrio e o senso de harmonia característicos do Renascimento. Estão representados na mostra três escolas do Maneirismo: toscana, veneziana e setentrional.
| Florença e Siena                        | | |                                            |                    |              |                                |                    | |
| Imagem                                  | Autor                                                                                                | Título                                                                                                  | Datação                                    | Técnica e suporte  | Dimensões    | Acervo                         | Localização        | Outras informações |
|                                         | Cópia de Andrea del Sarto (Florença, 1486-1530) [por Alessandro Allori? (Florença, 1535-1607)]       | Sagrada Família com São João Batista (Sagrada Família Bracci)                                           | 1579?                                      | Óleo sobre madeira | 131 x 100 cm | Coleção particular             | São Paulo, SP      | Segundo Vasari, o original, hoje conservado no Palácio Pitti de Florença, foi encomendado a Andrea del Sarto por Zanobi di Giambattista Bracci por volta de 1523. É possível que a obra de São Paulo seja uma cópia documentada que o marquês Antonio Bracci encomendou a Alessandro Allori em 1579, antes de doar a tela que herdou de sua família ao cardeal Fernando de Médici. Militam em favor dessa hipótese não apenas os dados de estilo e modelado, mas também o fato de que a cópia foi executada sobre madeira, indício de que foi realizada para permanecer em Florença. |
|                                         | Atribuído a Alessandro Allori (Florença, 1535-1607)                                                  | Retrato de um fidalgo florentino (Piero de' Medici?)                                                    | século XVI                                 | Óleo sobre madeira | 70 × 55 cm   | Museu de Arte de São Paulo     | São Paulo, SP      | Este retrato, anteriormente na coleção dos príncipes Barberini, foi atribuído a Alessandro Allori por Robert B. Simon, do Metropolitan Museum of Art, atribuição também cogitada por Andrea Rothe, do Getty Center. A identificação tradicional do retratado como Piero de' Medici é reforçada por uma inscrição no reverso do painel e pelas similaridades fisionômicas entre o modelo desta obra e um retrato seguro de Piero, conservado no Museu Liechtenstein, em Viena. Há uma outro retrato do mesmo modelo desta obra, ligeiramente maior, outrora conservado na coleção da duquesa de Rouchefoucauld, em Paris, posteriormente vendido em um leilão. |
|                                         | Andrea del Brescianino (Bréscia?, ativo em Florença e em Siena entre 1506 e 1525)                    | A Virgem e o Menino com São João Batista criança, Santo Antônio e um anjo                               | primeiro quartel do século XVI             | Óleo sobre tela    | 100 × 75 cm  | Instituto Lina Bo e P.M. Bardi | São Paulo, SP      | |
| Veneza                                  | | |                                            |                    |              |                                |                    | |
| Imagem                                  | Autor                                                                                                | Título                                                                                                  | Datação                                    | Técnica e suporte  | Dimensões    | Acervo                         | Localização        | Outras informações |
|                                         | Paris Bordone (Treviso, 1500 - Veneza, 1571)                                                         | Retrato de Alvise Contarini (?)                                                                         | 1525-1555                                  | Óleo sobre tela    | 94 x 70 cm   | Museu de Arte de São Paulo     | São Paulo, SP      | A identificação do modelo como o doge Alvise Contarini foi proposta com base na comparação deste retrato com seu busto em mármore. O relógio de mesa exibido pelo personagem é provavelmente uma metáfora do fluxo do tempo, atributo comum nas obras imbuídas de senso moralizante ou melancólico, tributário da tradição da Vanitas. |
|                                         | Ticiano (Pieve di Cadore, c. 1473/1490 — Veneza, 1576)                                               | Retrato do Cardeal Cristoforo Madruzzo                                                                  | 1552                                       | Óleo sobre tela    | 210 x 109 cm | Museu de Arte de São Paulo     | São Paulo, SP      | Considerado um dos grandes retratos da escola vêneta, a obra tem por modelo Cristoforo Madruzzo, personagem central da história política e eclesiástica da Europa do século XVI, retratado aos 39 anos de idade, ocasião em que ocupava o cargo de príncipe-bispo da comuna de Trento, na Itália. Madruzzo, mediador entre a Igreja Católica e a coroa espanhola durante o conturbado Concílio de Trento, encomendou a Ticiano um imponente retrato de figura inteira, à altura de suas ambições políticas e eclesiásticas, que, à época, já estava a concretizar. O modelo não enverga na obra a indumentária cardinalícia, tendo possivelmente optado não fazê-lo de maneira a não fomentar as disputas entre o clero e o imperador Carlos I. O relógio exibido pelo cardeal remete à tradição Vanitas. Simboliza o memento mori, uma advertência sobre a transitoriedade da glória e a necessidade da temperança |
|                                         | Jacopo Tintoretto (Veneza, 1518-1594)                                                                | Ecce Homo ou Pilatos apresenta Cristo à multidão                                                        | 1546-1547                                  | Óleo sobre tela    | 109 × 136 cm | Museu de Arte de São Paulo     | São Paulo, SP      | Exemplar da influência de Ticiano e de Michelangelo sobre a produção de Tintoretto e obra-prima da pintura de cunho religioso do mestre veneziano — destacando-se pela plasticidade e pelo dinamismo do desenho, bem como pelo colorido vivo — a tela representa o momento em que Cristo, após ter sido flagelado e recebido uma coroa de espinhos, é apresentado por Pilatos à multidão de populares e sacerdotes com as palavras Ecce Homo ("Eis o Homem"), seguindo-se pela condenação (Tolle, crucifige, ou "Levai-o e crucificai-o"). A composição é parcialmente inspirada pelo Ecce Homo de Ticiano conservado no Museu de Viena, datado de 1543. |
|                                         | Jacopo Tintoretto (Veneza, 1518-1594)                                                                | Pietà ou Lamentação sobre o Cristo Morto                                                                | 1560-1565                                  | Óleo sobre tela    | 95 × 140 cm  | Museu de Arte de São Paulo     | São Paulo, SP      | A obra está intimamente relacionada a uma composição muito próxima (Deposição da Cruz) pintada por Tintoretto para a decoração de uma luneta, hoje conservada na Pinacoteca de Brera, em Milão, a ponto de ser considerada um esboço ou uma versão ligeiramente posterior desta. Notabiliza-se a liberdade inconográfica na representação da cena religiosa, retratada em um bosque, sem referência à Pedra de Unção sobre a qual o corpo de Cristo teria sido chorado, ademais da riqueza tonal e do lirismo compositivo. A composição da cena — quer a da Pietà de São Paulo ou da Deposição da Cruz de Milão — muito provavelmente influenciou a Pietà que El Greco pintou quase trinta anos depois, |
|                                         | Jacopo Tintoretto (Veneza, 1518-1594)                                                                | Retrato de Nicolaus Padavinus                                                                           | 1589                                       | Óleo sobre tela    | 116 × 89 cm  | Casa Museu Eva Klabin          | Rio de Janeiro, RJ | Obra da maturidade do mestre veneziano, o retrato tem por modelo Nicolau Padavinus no ano em que foi eleito secretário do Conselho dos Dez, fraternidade secreta que reunia importantes membros da alta aristocracia veneziana. |
|                                         | Jacopo Tintoretto (Veneza, 1518-1594) e/ou Domenico Tintoretto (Veneza, 1560-1635)                   | Alegoria da Prudência                                                                                   | século XVI                                 | Óleo sobre tela    | 144 × 110 cm | Coleção particular             | São Paulo, SP      | A obra foi atribuída alternativamente ao pai, Jacopo (por Berenson, Frederiksen e Zeri), e ao filho, Domenico (por Rossi). A presença do espelho é provável indicativo de que a obra retrata uma Alegoria da Prudência, sendo possivelmente parte de uma série de quadros com representações das "Virtudes", similares às executadas por Domenico (nomeadamente a Alegoria da Vigilância, hoje conservada no Museu de Birmingham). |
|                                         | Atribuído a Domenico Tintoretto (Veneza, 1560-1635)                                                  | Santo (?) (fragmento)                                                                                   | fim do século XVI ou início do século XVII | Óleo sobre tela    | 87 x 98 cm   | Coleção particular             | São Paulo, SP      | Trata-se de um fragmento de uma tela maior, provavelmente uma representação de figura de santo. |
|                                         | Francesco Vecellio (Pieve di Cadore, 1475-c. 1560)                                                   | Matrimônio Místico de Santa Catarina                                                                    | primeira metade do século XVI              | Óleo sobre madeira | 70 x 97 cm   | Coleção particular             | São Paulo, SP      | |
|                                         | Jacopo Bassano (Bassano del Grappa, c. 1510-1592) e ateliê                                           | Adoração dos Pastores                                                                                   | 1580-1590                                  | Óleo sobre tela    | 134 × 188 cm | Museu de Arte de São Paulo     | São Paulo, SP      | São conhecidas diversas réplicas e derivações dessa composição, que remontam ao original de Jacopo Bassano conservado no Munson-Williams-Proctor Institute de Utica, Nova Iorque. Conforme Roberto Longhi, é possível que a obra da MASP seja uma das primeiras telas esboçadas por Jacopo e finalizadas por seus filhos, Francesco e Gerolamo Bassano, ambos ativos no ateliê no pai no último quartel do século XVI. O quadro não está terminado, conforme atestam as massas de cabana à direita da composição, apenas esboçadas. |
|                                         | Gerolamo Bassano? (Bassano del Grappa, 1566 - Veneza, 1622) [com a participação de Leandro Bassano?] | Entrada dos animais na Arca de Noé                                                                      | 1590-1620                                  | Óleo sobre tela    | 134 × 200 cm | Museu Nacional de Belas Artes  | Rio de Janeiro, RJ | Trata-se de uma derivação do original de Jacopo Bassano conservado no Museu do Prado. Obra de grande popularidade na época de sua execução, o painel de Madri foi replicado dezenas de vezes, pelo próprio Jacopo, seus filhos e seu ateliê, além de cópias e versões posteriores. A alta riqueza cromática da versão do Rio de Janeiro, aliada a detalhes de estilo como a iluminação dos drapeados, sustentam a atribuição conjectural da obra ao ateliê de Jacopo, mas denotando uma autoria secundária — provavelmente a de seu filho mais novo, Gerolamo, conforme comparação com suas versões para este tema conservadas em Dresden e Paris, cogitando-se ainda a intervenção de seu irmão, Leandro, em algumas partes da composição. |
|                                         | Cópia de Paolo Veronese (Verona, 1528 - Veneza, 1588) [(por François Boucher (Paris, 1703-1770)]     | O Poeta Abandona o Vício Pela Virtude. Hércules na Encruzilhada (Hércules na Encruzilhada)              | 1576-1584 (original) c. 1750 (cópia)       | Óleo sobre tela    | 223 × 171 cm | Museu de Arte de São Paulo     | São Paulo, SP      | A obra é um pendant da tela Hércules e Ônfale, igualmente conservada no MASP. Ambas são cópias executadas em meados do século XVIII pelo pintor francês François Boucher (por encomenda do Duque d'Aneiro, membro da família real portuguesa) dos célebres originais de Paolo Veronese conservados na Coleção Frick de Nova Iorque. Na presente composição, alusiva aos dilemas morais de Hércules, a figura do poeta é um auto-retrato de Veronese. |
|                                         | Cópia de Paolo Veronese (Verona, 1528 - Veneza, 1588) [por François Boucher (Paris, 1703-1770)]      | Alegoria da Sabedoria e da Força (A Escolha de Hércules ou Hércules e Ônfale)                           | 1576-1584 (original) c. 1750 (cópia)       | Óleo sobre tela    | 223 × 171 cm | Museu de Arte de São Paulo     | São Paulo, SP      | Pendant da tela Hércules na Encruzilhada. Cópias executadas em meados do século XVIII pelo pintor francês François Boucher dos originais de Paolo Veronese conservados na Coleção Frick de Nova Iorque. |
|                                         | Alvise dal Friso (Verona, c. 1544 - Veneza, 1609)                                                    | Esponsais da Virgem                                                                                     | 1590-1600                                  | Óleo sobre tela    | 227 × 149 cm | Museu Nacional de Belas Artes  | Rio de Janeiro, RJ | Luigi Benfatto, mais conhecido como Alvise dal Friso, foi sobrinho de Paolo Veronese e um dos responsáveis pela manutenção de seu ateliê. Essa obra foi provavelmente pintada para a igreja de San Apolinal ou para igreja de San Paolo, ambas em Veneza. |
|                                         | Atribuído a Lambert Sustris (Amsterdã, c. 1515 - Veneza?, c. 1591)                                   | Diana e Calisto                                                                                         | segunda metade do século XVI               | Óleo sobre madeira | 40 × 71 cm   | Coleção particular             | São Paulo, SP      | De origem holandesa, Lambert Sustris completou sua formação com Ticiano, em Veneza, local onde viria a se estabelecer até o fim de sua vida. O tema retratado na obra deriva das Metamorfoses de Ovídio, fonte literária abundante na produção artística italiana a partir do século XVI. |
|                                         | Jacopo Palma, o Jovem (Veneza, 1548-1628)                                                            | Aparição da Virgem com o Menino a Santo Ubaldo, Bispo de Gubbio, que indica ao fundo a cidade de Pesaro | 1590-1600                                  | Óleo sobre tela    | 352 × 210 cm | Museu de Arte de São Paulo     | São Paulo, SP      | Retrato ideal de Ubaldo Ballassini, nascido em Gubbio, no fim do século XI e canonizado em 1192, tendo em segundo plano, a cidade de Pesaro. A obra foi encomendada pela família Della Rovere, conforme implícito na inscrição onde também constam a assinatura e a data. |
| Itália Setentrional: Emília e Lombardia | | |                                            |                    |              |                                |                    | |
| Imagem                                  | Autor                                                                                                | Título                                                                                                  | Datação                                    | Técnica e suporte  | Dimensões    | Acervo                         | Localização        | Outras informações |
|                                         | Pintor da Emília (ativo no terceiro quartel do século XVI)                                           | Sagrada Família com São João Batista criança (Repouso na Fuga para o Egito?)                            | 1550-1575                                  | Óleo sobre tela    | 100 x 80 cm  | Museu de Arte de São Paulo     | São Paulo, SP      | Obra anteriormente atribuída a Francesco Torbido, dito Il Moro (Veneza, 1482 - Verona, 1562). A hipótese foi contestada em favor da tese de que o autor seria um pintor emiliano ligeiramente mais tardio, próximo ao estilo de Orazio Samacchini (Bolonha, 1532-1577). |
|                                         | Pintor da Itália Setentrional (ativo em meados do século XVI)                                        | Retrato de dama com cãozinho                                                                            | meados do século XVI                       | Óleo sobre madeira | 117 x 91 cm  | Coleção particular             | São Paulo, SP      | |
|                                         | Bartolomeo Passerotti (Bolonha, 1529-1592)                                                           | Retrato de homem com espadão (Retrato de armeiro)                                                       | 1565-1570                                  | Óleo sobre tela    | 212 × 104 cm | Museu Nacional de Belas Artes  | Rio de Janeiro, RJ | O personagem retratado é um spadaio, provavelmente membro das Corporazioni dei Sellari, Spadari e Guainari di Bologna, à qual os pintores bolonheses haviam pertencido até 1569, quando ganharam autonomia corporativa (em grande parte graças à atuação do próprio Passerotti). A obra é raro exemplar do gênero de retrato aristocrático italiano (ritratti di classe) a ter um artesão como modelo. |
|                                         | Bartolomeo Passerotti (Bolonha, 1529-1592)                                                           | Madona do Silêncio                                                                                      | segunda metade do século XVI               | Óleo sobre cobre   | 38 x 28 cm   | Coleção particular             | São Paulo, SP      | Obra atribuída a Passerotti por Catherine Monbeig-Goguel, especialista do Museu do Louvre. A composição deriva de um célebre desenho de Michelangelo, representando a "Madona do Silêncio". É possível notar ainda na obra a influência da pintura alemã, sobretudo de Albrecht Dürer, na execução refinada e no modelado metalizado. |
|                                         | Camillo Procaccini (Bolonha, c. 1555 - Milão, 1629)                                                  | Eros e Anteros                                                                                          | fim do século XVI-início do século XVII    | Óleo sobre tela    | 139 x 118 cm | Museu Nacional de Belas Artes  | Rio de Janeiro, RJ | |
|                                         | Bernardino Campi (Reggio Emilia, 1520-1591)                                                          | Ceres, Pomona, Baco e um cupido                                                                         | segunda metade do século XVI               | Óleo sobre tela    | 95 x 84 cm   | Coleção particular             | São Paulo, SP      | A atribuição a Bernardino Campi foi sugerida por Luciano Migliaccio, com base na comparação com duas frisas (lesene) de Bernardini, atualmente conservadas na Galeria Brera de Milão. |
|                                         | Luca Cambiaso? (Moneglia, 1527 - Madri, 1585)                                                        | São Jerônimo penitente                                                                                  | 1560-1580                                  | Óleo sobre tela    | 118 × 98 cm  | Museu Nacional de Belas Artes  | Rio de Janeiro, RJ | A tradicional atribuição da obra a Luca Cambiaso remonta ao século XVIII, mas tem sido contestada pela historiografia contemporânea em favor de nomes como os de Paggi (1557-1627), Cortes (1530-1580), Tavarone (1556-1641) e Calvi (1502-1607). Há uma réplica dessa obra conservada na Chiesa dei Cappuccini, em Montirosso al Mare, La Spezia, e uma versão independente em Voltaggio, na Pinacoteca do Convento dei Capuccini. |

### Caravaggismo e Barroco (c. 1600 -c. 1700)
O terceiro núcleo é o mais volumoso da exposição, compreendendo 60 pinturas. Abrange peças representativas dos movimentos artísticos tendentes à superação do Maneirismo que se consolidaram ao longo do século XVII: o Barroco (influenciado pela poética de Rafael e pelo apreço à pintura tonal de Ticiano) e o Caravaggismo (tradição naturalista estabelecida por por Michelangelo Merisi, o "Caravaggio"). Sobressaem as obras provenientes da escola romana, estando ainda representadas as escolas napolitana, veneziana, genovesa, lombarda e bolonhesa.
| Roma e Nápoles              | |                                                         |                                           |                    |                   |                                                  |                    | |
| Imagem                      | Autor | Título                                                  | Datação                                   | Técnica e suporte  | Dimensões         | Acervo                                           | Localização        | Outras informações |
|                             | Orazio Borgianni (Roma, c. 1575-1616)                                                                                             | São Tiago                                               | início do século XVII                     | Óleo sobre tela    | 129 x 100 cm      | Coleção particular                               | São Paulo, SP      | |
|                             | Giovanni Lanfranco (Parma, 1582 - Roma, 1647)                                                                                     | Angélica e Medoro                                       | 1633-1634                                 | Óleo sobre tela    | 182 x 199 cm      | Museu Nacional de Belas Artes                    | Rio de Janeiro, RJ | Obra-prima da juventude de Giovanni Lanfranco, a pintura remete ao poema épico de Ludovico Ariosto, Orlando Furioso, mais precisamente ao inesperado encontro entre Angélica e Medoro, ferido a espada, ponto de partida do romance entre ambos os personagens e de inflexão da narrativa. Quatro desenhos preparatórios para a obra do Rio de Janeiro são conservados no Museu de Capodimonte, em Nápoles, e há uma cópia com ligeiras variações em uma coleção particular de Roma. |
|                             | Matteo Pagano (ativo em Roma entre 1619 e 1632), terminado pelo Cavalier D'Arpino (Roma, c. 1568-1640)                            | Cristo na marcenaria de São José                        | 1610-1625                                 | Óleo sobre tela    | 92 x 107 cm       | Museu Nacional de Belas Artes                    | Rio de Janeiro, RJ | Obra documentada no testamento de um sobrinho de Matteo Pagano, em que se relata que a tela foi pintada por Pagano e posteriormente retocada pelo Cavalier D'Arpino. É representativa da influência caravaggesca no ambiente artístico romano, notável sobretudo na ambientação naturalista e intimista. |
|                             | Pintor caravaggesco romano? (ativo entre os anos 1610 e 1630)                                                                     | Quatro figuras                                          | 1610-1630                                 | Óleo sobre tela    | 88 x 51 cm        | Coleção particular                               | São Paulo, SP      | Trata-se de um fragmento de uma tela que deveria representar uma cena de José na prisão, interpretando os sonhos, usual na pintura caravaggesca, em especial por fornecer a oportunidade do recurso ao tenebrismo. A obra é tributária da poética de Bartolomeo Manfredi, responsável por divulgar a pintura caravaggesca em Roma, mas não se descarta uma autoria francesa, possivelmente de um artista do círculo de Valentin de Boulogne. |
|                             | Pintor napolitano (ativo entre os anos 1620 e 1640)                                                                               | São José                                                | 1620-1640                                 | Óleo sobre tela    |                   | Coleção particular                               | São Paulo, SP      | |
|                             | Bartolomeo Passante (Brindisi, 1614 - Nápoles, c. 1656) ou Mestre da Anunciação aos Pastores (ativo em Nápoles entre 1620 e 1660) | Adoração dos Pastores                                   | c. 1630-1635                              | Óleo sobre tela    | 177 x 266 cm      | Museu de Arte de São Paulo                       | São Paulo, SP      | A pintura ingressou no acervo do MASP com atribuição ao mestre espanhol José de Ribera. Martín Soria a atribuiu posteriormente a Bartolomeo Passante, ao passo que José Hernández Pereira a publicou como autógrafa do "Mestre da Anunciação aos Pastores". Malgrada a falta de consenso quanto à autoria, a obra é de excepcional qualidade pictórica e um exemplar fidedigno da estética tenebrista, destacando-se ainda pela composição harmoniosa e pela luminosidade vibrante. Uma réplica dessa tela integrou a coleção de Francesco Montecorvino, em Nápoles. |
|                             | Micco Spadaro (Nápoles, c. 1609-c. 1675)                                                                                          | Adoração dos Pastores                                   | primeiro terço do século XVII             | Óleo sobre tela    | 78 x 113 cm       | Coleção particular                               | São Paulo, SP      | Obra típica da juventude de Micco Spadaro, marcada pelo estilo picaresco e pela estética naturalista (bambocciante). São conhecidas duas réplicas autógrafas dessa composição, uma no Museo di San Martino, em Nápoles, e outra na coleção de Francesco Molinari Pradelli, em Bolonha. |
|                             | Andrea Vaccaro (Nápoles, 1604-1670)                                                                                               | Lot e as filhas                                         | século XVII                               | Óleo sobre tela    | 145 x 199 cm      | Museu Nacional de Belas Artes                    | Rio de Janeiro, RJ | Pintura da etapa tenebrista do mestre napolitano, alusiva ao polêmico episódio incestuoso narrado em Gênesis, em que se explica a origem dos moabitas e os dos amonitas. |
|                             | Andrea Vaccaro (Nápoles, 1604-1670)                                                                                               | Santa Maria Madalena penitente                          | século XVII                               | Óleo sobre tela    | 100 x 70 cm       | Museu Nacional de Belas Artes                    | Rio de Janeiro, RJ | A obra é representativa do gosto de Vaccaro por temas dramáticos, contornos expressivos, e os fundos escuros, pontuados pela iluminação caravaggesca. Há várias réplicas e derivações da obra em pauta, destacando-se as versões conservadas no Hermitage, em São Petersburgo, e na Galeria Regional da Sicília, em Palermo. |
|                             | Pietro Novelli (Monreale, Sicília, 1603 - Palermo, 1647)                                                                          | Casamento da Virgem                                     | anterior a 1623                           | Óleo sobre tela    | 52 x 35 cm        | Coleção particular                               | São Paulo, SP      | Esta é a mais antiga das pinturas atribuídas a Pietro Novelli e também único exemplar pictórico de seu início de sua carreira, sendo todas as demais telas conhecidas datadas a a partir de 1625. |
|                             | Francesco Cozza (Stilo, Calábria, 1605 - Roma, 1682)                                                                              | Alegoria da Astronomia - Urânia                         | c. 1667                                   | Óleo sobre tela    | 72 x 61 cm        | Museu Nacional de Belas Artes                    | Rio de Janeiro, RJ | A tela é um modelletto para um detalhe na decoração do teto da biblioteca do Collegio Innocenziano, que tem por tema o Triunfo da Sabedoria Divina. A figura representada é Urânia, uma das nove musas, filhas de Zeus e Mnemósine, responsável por presidir a astronomia e a geometria. |
|                             | Abraham Brueghel (Antuérpia, 1631 - Nápoles, 1697)                                                                                | Natureza-morta com flores                               | 1677                                      | Óleo sobre tela    | 123,5 x 175,5 cm  | Fundação Cultural Ema Gordon Klabin              | São Paulo, SP      | Obra típica do início da carreira napolitana de Abraham Brueghel, mestre flamengo que viria a se tornaria um dos maiores expoentes da pintura de natureza-morta do barroco italiano. |
|                             | Luca Giordano (Nápoles, 1634-1705)                                                                                                | Juízo de Paris                                          | segunda metade do século XVII             | Óleo sobre tela    | 206 x 236 cm      | Coleção particular                               | São Paulo, SP      | |
|                             | Luca Giordano (Nápoles, 1634-1705)                                                                                                | Triunfo de Baco                                         | segunda metade do século XVII             | Óleo sobre tela    | 73 x 102 cm       | Coleção particular                               | São Paulo, SP      | |
|                             | Pintor romano (século XVII) | Toilette de Vênus                                       | século XVII                               | Óleo sobre tela    | 138 x 132 cm      | Coleção particular                               | São Paulo, SP      | |
|                             | Ciro Ferri (Roma, 1634-1689) | Santa Maria Madalena penitene                           | 1655-1665                                 | Óleo sobre tela    | 96 x 74,5 cm      | Museu Nacional de Belas Artes                    | Rio de Janeiro, RJ | Especula-se que obra poderia ser a Madalena penitente mencionada no catálogo de venda da Nogaret, em 1782, então atribuída a Pietro da Cortona. A revisão da atribuição a Ciro Ferri é suportada, sobretudo, pela comparação dos elementos estilísticos e compositivos da obra do Rio de Janeiro e do Sacrifício de Noé, atribuído a Ferri e conservado na Galeria Doria Pamphilj, em Roma. |
|                             | Ciro Ferri (Roma, 1634-1689) | Moisés e as filhas de Jetro                             | 1660-1689                                 | Óleo sobre tela    | 123 x 169 cm      | Museu de Arte de São Paulo                       | São Paulo, SP      | A tela representa o episódio bíblico narrado em Êxodo, em que Moisés salva dos pastores as filhas do sacerdote Jetro, no momento em que levavam suas ovelhas para a fonte. A obra figurou na exposição Mostra della pittura italiana del Sei e Settecento, sediada no Palazzo Pitti de Florença, com atribuição ao mestre de Ferri, Pietro da Cortona. Não obstante, uma gravura de Pietro Aquila, datada do século XVII, reproduzindo a obra e atribuindo-a a Ciro Ferri, levou a revisão da autoria. A mesma gravura transcreve uma dedicatória ao cardeal Benedetto Pamphilj, para quem a tela provavelmente foi pintada. Uma réplica dessa obra é conservada na coleção da Cassa di Risparnio de Roma. |
|                             | Círculo de Andrea Sacchi (Nettuno, 1599 - Roma, 1661)                                                                             | São Gregório                                            | meados do século XVII                     | Óleo sobre tela    | 112 x 146 cm      | Coleção particular                               | São Paulo, SP      | |
|                             | Carlo Maratta (Camerano, 1625 - Roma, 1713)                                                                                       | Apolo e Dafne                                           | século XVII                               | Óleo sobre tela    | 128 x 178 cm      | Coleção particular                               | Rio de Janeiro, RJ | Existem duas versões autógrafas dessa composição (a segunda das quais pintada para Luís XIV em 1681, hoje conservada nos Museus de Belas-Artes de Bruxelas) e um desenho preparatório, que até 1991 encontrava-se na galeria R.S. Johnson, em Chicago. |
|                             | Pieter Mulier, o Jovem (Haarlem, 1637 - Milão, 1701)                                                                              | Aviso do Anjo aos Pastores                              | após 1656                                 | Óleo sobre tela    | 124 x 204 cm      | Coleção particular                               | São Paulo, SP      | Holandês de nascimento, Pieter Mulier, alcunhado "il Cavalier Tempesta", se mudou para a Itália ainda na adolescência, permanecendo nesse país ao longo de toda sua vida. A presente obra é característica de seu período romano, durante o qual firmou sua reputação como pintor de tempestades marinhas, marcado pelas pinceladas rápidas e soltas e pela presença constante de efeitos luminosos dramáticos nos céus. |
|                             | Pintor flamengo-napolitano (séculos XVII-XVIII)                                                                                   | Paisagem com salteadores de estrada                     | 1680-1720                                 | Óleo sobre tela    | 115 x 96 cm       | Museu de Arte de São Paulo                       | São Paulo, SP      | Já atribuída a um seguidor de Salvator Rosa. |
|                             | Giovanni Paolo Castelli (Roma, 1659-1730)                                                                                         | Frutos sobre veludo                                     | 1700-1730                                 | Óleo sobre tela    | 89 x 122 cm       | Museu Nacional de Belas Artes                    | Rio de Janeiro, RJ | |
| Itália Setentrional: Veneza | |                                                         |                                           |                    |                   |                                                  |                    | |
| Imagem                      | Autor | Título                                                  | Datação                                   | Técnica e suporte  | Dimensões         | Acervo                                           | Localização        | Outras informações |
|                             | Carlo Saraceni (Veneza, c. 1579-1620)                                                                                             | Vênus e Marte com cupidos                               | 1605-1610                                 | Óleo sobre cobre   | 39 x 52 cm        | Museu de Arte de São Paulo                       | São Paulo, SP      | A obra pertence a um conjunto de seis pinturas sobre placas de cobre, retratando temas mitológicos e religiosos, a saber: o Sepultamento de Ícaro (Museu de Capodimonte, Nápoles), Andrômeda (Museu de Dijon), Banho de Vênus e Marte (coleção particular, Mineápolis), O Bom Samaritano (Museu de Leipzig) e O Anúncio à Mulher de Manoah (Museu da Basileia). |
|                             | Domenico Fetti (Roma, 1589 - Veneza, 1623)                                                                                        | Artemísia                                               | século XVII                               | Óleo sobre madeira | 70 x 49 cm        | Coleção particular                               | São Paulo, SP      | A obra representa Artemísia II de Cária, irmã e esposa de Mausolo, soberano de Halicarnasso. Após a morte de Mausolo, Artemísia herdou o trono e mandou construir um suntuoso monumento funerário em homenagem ao marido, dito "Mausoléu". O Mausoléu de Halicarnasso se tornaria uma das sete maravilhas do mundo antigo. A obra retrata Artemísia no momento em que se prepara para ingerir uma bebida com as cinzas do marido, para "fazer de si mesma uma tumba viva", conforme relato do historiador romano Valério Máximo. |
|                             | Giovanni Battista Langetti (Gênova, 1635 - Veneza, 1676)                                                                          | Suicídio de Catão de Útica                              | 1655-1676                                 | Óleo sobre tela    | 101 x 86 cm       | Museu Nacional de Belas Artes                    | Rio de Janeiro, RJ | A cena refere-se ao suicídio de Catão, o Jovem, defensor máximo da ordem republicana, após a vitória de César na guerra civil contra Pompeu. Das oito versões de "Suicídio de Catão" executadas por Langetti, duas encontram-se conservadas em coleções brasileiras. |
|                             | Giovanni Battista Langetti (Gênova, 1635 - Veneza, 1676)                                                                          | Suicídio de Catão de Útica                              | meados do século XVII                     | Óleo sobre tela    | 84 x 112 cm       | Coleção particular                               | São Paulo, SP      | |
|                             | Pintor veneziano (meados do século XVII)                                                                                          | São Bartolomeu                                          | meados do século XVII                     | Óleo sobre tela    | 111 x 86 cm       | Coleção particular                               | São Paulo, SP      | |
|                             | Atribuído a Pietro Liberi (Pádua, 1605 - Veneza, 1687)                                                                            | Alegoria da Arquitetura                                 | século XVII                               | Óleo sobre tela    | 101 x 130 cm      | Coleção particular                               | São Paulo, SP      | |
|                             | Marco Liberi (Veneza, c. 1640 - c. 1700)                                                                                          | Vênus desarmando Cupido                                 | segunda metade do século XVII             | Óleo sobre tela    | 104 x 86 cm       | Museu Nacional de Belas Artes                    | Rio de Janeiro, RJ | |
| Gênova e Lombardia          | |                                                         |                                           |                    |                   |                                                  |                    | |
| Imagem                      | Autor | Título                                                  | Datação                                   | Técnica e suporte  | Dimensões         | Acervo                                           | Localização        | Outras informações |
|                             | Sinibaldo Scorza (Voltaggio, 1589 - Gênova, 1631)                                                                                 | Abraão na Terra da Canaã                                | c. 1620                                   | Óleo sobre tela    | 99 x 144 cm       | Museu Nacional de Belas Artes                    | Rio de Janeiro, RJ | Já atribuída a Jacopo Bassano, no século XIX. Há uma outra versão autógrafa dessa obra, de dimensões quase idênticas, conservada na Galleria Pallavicini, em Roma. |
|                             | Bernardo Strozzi (Gênova, 1581 - Veneza, 1644)                                                                                    | Sagrada Família e São João                              | fim da década de 1620                     | Óleo sobre tela    | 112 x 87 cm       | Casa Museu Eva Klabin                            | Rio de Janeiro, RJ | Obra de grande importância no catálogo do pintor, evidenciando ainda o uso de esquemas plásticos maneiristas e a influência de seu mestre, Pietro Sorri, mas já imbuída da tipologia, da técnica do empasto e do colorido característicos de sua arte. |
|                             | Bernardo Strozzi (Gênova, 1581 - Veneza, 1644)                                                                                    | Diana caçadora                                          | fim da década de 1600-1644                | Óleo sobre tela    | 76 x 38 cm        | Instituto Lina Bo e P.M. Bardi                   | São Paulo, SP      | |
|                             | Bernardo Strozzi (Gênova, 1581 - Veneza, 1644)                                                                                    | Anunciação                                              | primeira década do século XVII            | Óleo sobre tela    | 97 x 130 cm       | Coleção particular                               | São Paulo, SP      | |
|                             | Gioacchino Assereto (Gênova, 1600-1649)                                                                                           | Santana, São Joaquim, São João Batista e o Menino Jesus | 1620-1630                                 | Óleo sobre tela    | 80 x 62 cm        | Museu Nacional de Belas                          | Rio de Janeiro, RJ | A tela é um bozzetto, isso é, uma obra preparatória para uma encomenda de dimensões maiores, provavelmente um retábulo. Estão visíveis os pentimenti ("arrependimentos", ajustes que o pintor faz à figura inicialmente desenhada) na cabeça e no dedo indicador figura de São Joaquim. |
|                             | Gioacchino Assereto (Gênova, 1600-1649)                                                                                           | Santo Antonio de Pádua (São Francisco?)                 | primeira metade do século XVII            | Óleo sobre tela    | 118 x 93 cm       | Coleção particular                               | São Paulo, SP      | Obra do período maduro do artista, marcado pela redução da variedade da paleta e da luminosidade. |
|                             | Domenico Fiasella (Sarzana, 1589 - Gênova, 1669)                                                                                  | Moisés salvo das águas                                  | século XVII                               | Óleo sobre tela    |                   | Coleção particular                               | Rio de Janeiro, RJ | |
|                             | Giovanni Benedetto Castiglione e ateliê (Gênova, 1609 - Mântua, 1664)                                                             | Entrada dos animais na arca de Noé                      | 1650-1664                                 | Óleo sobre tela    | 150 x 221 cm      | Museu Nacional de Belas                          | Rio de Janeiro, RJ | São conhecidas diversas réplicas, cópias e derivações dessa composição. A obra em pauta possui participação de ateliê, possivelmente do irmão (Salvatore) e/ou do filho (Givanni Francesco), que asseguraram a continuidade do ateliê após a morte de Grechetto. |
|                             | Giovanni Maria Bottalla (Savona, 1613 - Gênova, 1644)                                                                             | Deucalião e Pirra                                       | c. 1635                                   | Óleo sobre tela    | 181 x 206 cm      | Museu Nacional de Belas                          | Rio de Janeiro, RJ | A obra é uma importante referência do período romano de Giovanni Maria Bottalla, ainda pouco conhecido. A tela foi vista no ateliê do artista por seu biógrafo, Raffael Soprani, e foi trasladada ao Brasil junto com a corte portuguesa, em 1808. Aborda o episódio da recriação da espécie humana após o dilúvio ordenado por Zeus, conforme a narrativa de Ovídio em Metamorfoses (I, 313-415). O elemento arquitetônico ao fundo representa o santuário de "Têmis fatídica". |
|                             | Antonio Maria Vassallo (Gênova, c. 1620 - Milão, 1664-1672)                                                                       | Rinaldo e Armida                                        | c. 1635                                   | Óleo sobre tela    | 117 x 142 cm      | Museu Nacional de Belas                          | Rio de Janeiro, RJ | O quadro representa um episódio do poema épico Jerusalém Libertada, de Torquato Tasso, quando Armida encontra Rinaldo, adormecido em função de seu encantamento, mas, apaixonada por seu semblante, não consegue matá-lo, preferindo tecer uma guirlanda de flores para amarrá-lo e raptá-lo. |
|                             | Valerio Castello (Gênova, 1624-1659)                                                                                              | Milagre de Santa Zita                                   | c. 1653-1654                              | Óleo sobre tela    | 96 x 73 cm        | Museu Nacional de Belas                          | Rio de Janeiro, RJ | A cena representa o episódio em que, ao levar secretamente comida aos pobres escondida em seu avental, Santa Zita é interpelada por seus patrões e vê a comida ser transformada em flores. Trata-se de um bozzetto (estudo de seleção cromática) para a grande tela que decora o altar central da igreja de Santa Rita, em Gênova. Outros dois estudos a óleo para esse retábulo são conhecidos (coleção Massola de Gênova e Museu do Palazzo Bianco), bem como uma versão independente no Hermitage, outrora na coleção Crozat. |
|                             | Valerio Castello (Gênova, 1624-1659)                                                                                              | Madalena                                                | século XVII                               | Óleo sobre tela    | 123 x 102 cm      | Coleção particular                               | São Paulo, SP      | |
|                             | Atribuído a Domenico Piola (Gênova, 1627-1703)                                                                                    | Alegoria da Paz                                         | século XVII                               | Óleo sobre tela    | 73 x 63 cm        | Museu de Arte da Bahia                           | Salvador, BA       | Atualmente atribuída a Sebastiano Conca. |
|                             | Giovanni Battista Gaulli (Gênova, 1639 - Roma, 1709)                                                                              | Retrato do Cardeal Omodei                               | c. 1670                                   | Óleo sobre tela    | 122 x 97 cm       | Museu Nacional de Belas                          | Rio de Janeiro, RJ | Considerado um dos mais importantes retratos executados por Giovanni Battista Gaulli (dito Baciccio ou Baciccia), a presente obra, retratando o cardeal Luigi Omodei por volta dos 60 anos de idade, se destaca pela complexidade da estruturação especial. Não obstante, a atribuição a Gaulli não é consensual, já tendo sido aventada a possibilidade do autor da obra ser Andrea Sacchi. |
|                             | Giovanni Battista Gaulli (Gênova, 1639 - Roma, 1709)                                                                              | Triunfo de Baco e Ariadne                               | c. 1675                                   | Óleo sobre tela    | 104 x 123 cm      | Fundação Cultural Ema Gordon Klabin              | São Paulo, SP      | |
|                             | Giovanni Battista Gaulli (Gênova, 1639 - Roma, 1709)                                                                              | Assunção de Nossa Senhora                               | 1660-1709                                 | Óleo sobre tela    | 210 x 146 cm      | Fundação Crespi-Prado / Museu da Casa Brasileira | São Paulo, SP      | Essa tela monumental pertenceu à famosa coleção Chigi, em Roma, e posteriormente, à coleção de Pietro Maria Bardi. |
| Bolonha                     | |                                                         |                                           |                    |                   |                                                  |                    | |
| Imagem                      | Autor | Título                                                  | Datação                                   | Técnica e suporte  | Dimensões         | Acervo                                           | Localização        | Outras informações |
|                             | Guido Reni (Calvenzano, 1575 - Bolonha, 1642)                                                                                     | Cleópatra                                               | primeira metade do século XVII            | Óleo sobre tela    |                   | Coleção particular                               | São Paulo, SP      | |
|                             | Ateliê de Guido Reni (Calvenzano, 1575 - Bolonha, 1642)                                                                           | Lucrécia                                                | 1625-1640                                 | Óleo sobre tela    | 113 x 90 cm       | Museu de Arte de São Paulo                       | São Paulo, SP      | A obra aborda o suicídio de Lucrécia, após ter sido violada por Sexto Tarquínio, evento que levou à derrubada dos Tarquínio e a instauração da República. A tela, doada ao MASP pelo Príncipe George Lubomirsky e sua esposa, Baronesa Schummer-Rheinfelden, pertenceu às coleções do Cardeal Mazzarino e encontrava-se em sua residência (atual sede do Institut de France) quando foi danificada por um incêndio, em 1660. |
|                             | Domenichino (Bolonha, 1581 - Nápoles, 1641)                                                                                       | Martírio de São Pedro Mártir                            | primeira metade do século XVII            | Óleo sobre tela    | 57 x 39 cm        | Coleção particular                               | São Paulo, SP      | |
|                             | Guercino (Cento, 1591 - Bolonha, 1666)                                                                                            | Santo Antônio de Pádua                                  | primeira metade do século XVII            | Óleo sobre tela    | 115 x 95 cm       | Coleção particular                               | São Paulo, SP      | |
|                             | Simone Cantarini (Oropezza, perto de Pesaro, 1612 - Verona, 1648)                                                                 | São João Evangelista                                    | século XVII                               | Óleo sobre tela    | 99 x 75 cm        | Coleção particular                               | São Paulo, SP      | Obra-prima de Simone Cantarini, a presente tela é também um dos destaques da escola bolonhesa no século XVII, destacando-se pelo contraste de cores, o contraposto das mãos e atmosfera introspectiva e lírica. |
|                             | Pintor bolonhês (?) (século XVII)                                                                                                 | Cabeça de um santo (fragmento)                          | 1600-1640                                 | Óleo sobre tela    | 34 x 27 cm        | Museu de Arte da Bahia                           | Salvador, BA       | Fragmento de uma tela de grandes dimensões, já atribuído a Giovanni Lanfranco. |
|                             | Panfilo Nuvolone (Cremona, 1581 - Milão, c. 1651)                                                                                 | Natureza morta                                          | 1620                                      | Óleo sobre tela    | 50 x 60 cm        | Museu de Arte de São Paulo                       | São Paulo, SP      | A obra possui um pendant conservado na Galerie Sanct Lucas, em Viena. As telas de São Paulo e Viena são as únicas obras assinadas e datadas por Panfilo Nuvolone. |
| Florença                    | |                                                         |                                           |                    |                   |                                                  |                    | |
| Imagem                      | Autor | Título                                                  | Datação                                   | Técnica e suporte  | Dimensões         | Acervo                                           | Localização        | Outras informações |
|                             | Jacopo da Empoli (Florença, 1551-1640)                                                                                            | Sacrifício de Isaac                                     | fim do século XVI - início do século XVII | Óleo sobre tela    | 115 x 170 cm      | Coleção particular                               | São Paulo, SP      | |
|                             | Francesco Curradi (Florença, 1570-1661)                                                                                           | Vanitas                                                 | primeira metade do século XVII            | Óleo sobre tela    | 187 x 148 cm      | Coleção particular                               | São Paulo, SP      | |
|                             | Pintor florentino (Carlo Dolci?) (primeira metade do século XVII)                                                                 | São João Nepomuceno (?)                                 | primeira metade do século XVII            | Óleo sobre tela    | 95 x 71 cm        | Museu de Arte da Bahia                           | Salvador, BA       | |
|                             | Sigismondo Coccapani (Florença, 1583-1643)                                                                                        | Tobias devolve a vista ao pai                           | primeira metade do século XVII            | Óleo sobre tela    | 115 x 146 cm      | Museu Nacional de Belas Artes                    | Rio de Janeiro, RJ | Já atribuída a Annibale Carracci. A atribuição foi revista a partir de análises de Zeri e Bologna, reiteradas independentemente por M. Laclotte. Há uma réplica autógrafa dessa obra na coleção Piero Bigongiari, em Florença. |
|                             | Cesare Dandini (Florença, c. 1596-1657)                                                                                           | Alegoria da Fama                                        | século XVII                               | Óleo sobre tela    | 100 x 77 cm       | Coleção particular                               | São Paulo, SP      | |
|                             | Cesare Dandini (Florença, c. 1596-1657)                                                                                           | Músico                                                  | século XVII                               | Óleo sobre madeira | 28 x 24 cm        | Coleção particular                               | São Paulo, SP      | |
|                             | Simone Pignoni (Florença, 1611-1698)                                                                                              | Matrimônio Místico de Santa Catarina                    | século XVII                               | Óleo sobre tela    | 89 x 81 cm        | Coleção particular                               | São Paulo, SP      | |
|                             | Pintor florentino (século XVII)                                                                                                   | Madalena penitente                                      | século XVII                               | Óleo sobre tela    | 92 cm (tela oval) | Instituto Lina Bo e P.M. Bardi                   | São Paulo, SP      | |

### Rococó e Neoclassicismo (c. 1700 -c. 1800)
O quarto núcleo da exposição é composto por 31 pinturas executadas ao longo do século XVIII, época em que a Itália, diante da expansão da influência da cultura francesa no continente europeu, perdeu a posição de liderança no desenvolvimento artístico do continente. A estética rococó, nascida em Paris, e o neoclassicismo tornam-se os movimentos artísticos predominantes na Itália. Estão representadas as escolas veneziana, romana, lombarda e genovesa.
| Veneza             |                                                                  |                                             |                                 |                    |                 |                                     |                    | |
| Imagem             | Autor                                                            | Título                                      | Datação                         | Técnica e suporte  | Dimensões       | Acervo                              | Localização        | Outras informações |
|                    | Sebastiano Ricci (Belluno, 1659 - Veneza, 1734)                  | A recusa de Arquimedes                      | c. 1720                         | Óleo sobre tela    | 40 x 50 cm      | Fundação Cultural Ema Gordon Klabin | São Paulo, SP      | A obra representa o episódio descrito por Plutarco (Vida de Marcelo, XIV-XIX). Após a tomada de Siracusa, o cônsul romano Marco Cláudio Marcelo quis conhecer o responsável por desenvolver os equipamentos bélicos utilizados pela resistência da cidade - ou seja, o matemático Arquimedes. Ele se recusa a ir conversar com Marcelo antes de terminar de resolver um problema matemático e é punido com a morte pelo soldado imbuído de buscá-lo. |
|                    | Giovanni Battista Piazzetta (Veneza, 1682-1754)                  | Menino lendo                                | c. 1740-1754                    | Óleo sobre tela    | 46 x 37 cm      | Coleção particular                  | Rio de Janeiro, RJ | |
|                    | Giuseppe Nogari (Veneza, 1699-1766)                              | Retrato de velha                            | século XVIII                    | Óleo sobre tela    | 69 x 59 cm      | Instituto Lina Bo e P.M. Bardi      | São Paulo, SP      | |
|                    | Giovanni Battista Tiepolo (Veneza, 1696 - Madri, 1770)           | São Caetano de Tiene                        | 1710-1736                       | Óleo sobre tela    | 98 x 78 cm      | Museu Nacional de Belas Artes       | Rio de Janeiro, RJ | Retrato do cardeal italiano Caetano de Thiene, indicado pelo papa Leão X como representante da igreja na Alemanha durante a Contrarreforma, canonizado por pelo papa Clemente X em 1671. A obra foi reproduzida no catálogo organizado por Morassi, que a considerou "certamente uma boa obra da juventude e Giambattista". Há uma outra representação de Tiepolo do mesmo tema, denominada A Visão de São Caetano, hoje conservada na Gallerai della Accademia de Veneza. |
|                    | Giovanni Battista Tiepolo (Veneza, 1696 - Madri, 1770)           | Triunfo de Vênus                            | século XVIII                    | Óleo sobre tela    | 37 x 24 cm      | Coleção particular                  | São Paulo, SP      | |
|                    | Francesco Zugno (Veneza, 1708/1709-1787)                         | A Continência de Cipião                     | c. 1750                         | Óleo sobre tela    | 50 x 40 cm      | Museu de Arte de São Paulo          | São Paulo, SP      | A obra, provavelmente um esboço a óleo para uma tela de grandes dimensões, representa um episódio da história de Cipião Africano narrado por Tito Lívio e Valério Máximo. Conforme tais relatos, o general romano Cipião, após a conquista de Cartago durante as Guerras Púnicas, receberia como "recompensa" uma jovem comprometida, a quem acaba renunciando e liberando para permanecer com seu noivo. |
|                    | Canaletto (Veneza, 1697-1768)                                    | Vista das ruínas de Pádua                   | século XVIII                    | Óleo sobre tela    |                 | Coleção particular                  | Rio de Janeiro, RJ | |
|                    | Francesco Guardi (Veneza, 1712-1793)                             | Vista do Gran Canale                        | século XVIII                    | Óleo sobre tela    | 39 x 60 cm      | Coleção particular                  | São Paulo SP       | |
|                    | Francesco Guardi (Veneza, 1712-1793)                             | Vista da Piazzetta                          | século XVIII                    | Óleo sobre tela    | 40 x 60 cm      | Coleção particular                  | São Paulo SP       | |
|                    | Atribuído a Rosalba Carriera (Veneza, 1675-1757)                 | Retrato de ator                             | século XVIII                    | Pastel             | 57 x 44 cm      | Coleção particular                  | São Paulo SP       | |
|                    | Giovanni Antonio Pellegrini (Veneza, 1675-1741)                  | A Rainha Tômiris                            | 1719-1720                       | Óleo sobre tela    | 123 x 97 cm     | Museu de Arte de São Paulo          | São Paulo, SP      | A obra foi provavelmente pintada durante a estadia de Pellegrini na Inglaterra, quando o artista foi chamado para trabalhar na decoração da casa de campo de Lorde William Cadogan. O tema deriva de uma passagem de Heródoto (I, 205-214). Conforme a narrativa, Tômiris, rainha dos Masságetas, cumpre o juramento de afogar em sangue humano a cabeça do rei persa Ciro II, como vingança pela morte de seu filho. A cena representa o momento em que Tômiris recebe das mãos de um escravo o elmo de Ciro II. |
|                    | Michele Rocca (Parma, 1671 - Veneza, após 1751)                  | A Toalete de Vênus                          | 1710-1720                       | Óleo sobre tela    | 47 x 63 cm      | Museu de Arte de São Paulo          | São Paulo, SP      | A tela possui um pendant, intitulado O Julgamento de Páris, também conservado no MASP. As duas obras foram atribuídas no passado ao pintor francês Nicolas Lancret. A obra mostra a deusa Vênus sentada sobre um rochedo contemplando-se em um espelho, acompanhada de um cortejo de ninfas e de seu filho, Amor. |
|                    | Michele Rocca (Parma, 1671 - Veneza, após 1751)                  | Prometeu                                    | primeira metade do século XVIII | Óleo sobre tela    | 115 x 95 cm     | Coleção particular                  | São Paulo, SP      | |
|                    | Giovanni Battista Pittoni (Veneza, 1687-1767)                    | A Toalete de Vênus                          | 1730-1735                       | Óleo sobre tela    | 72 x 53 cm      | Museu de Arte de São Paulo          | São Paulo, SP      | A cena representa o encontro entre a princesa de Creta, Ariadne, e o deus Dioniso. Conforme a narrativa mitológica, Ariadne, apaixonada por Teseu, desenvolve um estratagema para ajudar o herói a escapar do labirinto, após matar o Minotauro, e foge com ele para evitar a fúria de seu pai, Minos. A princesa, entretanto, é posteriormente abandonada por Teseu enquanto dormia na ilha de Naxos. Dioniso e seu séquito a econtram e o deus decida desposá-la, levando-a para o Olimpo e lhe relegando um presente de núpcias − um diadema de ouro forjado por Hefesto, que é transformado na constelação de Coroa Boreal. |
| Lombardia e Gênova |                                                                  |                                             |                                 |                    |                 |                                     |                    | |
| Imagem             | Autor                                                            | Título                                      | Datação                         | Técnica e suporte  | Dimensões       | Acervo                              | Localização        | Outras informações |
|                    | Alessandro Magnasco (Gênova, 1667-1749)                          | Paisagem com pastores e ermitão             | c. 1710-1730                    | Óleo sobre tela    | 114 x 146 cm    | Museu de Arte de São Paulo          | São Paulo, SP      | Há um pendant dessa tela conservado na Coleção Gino Puccini, em Roma, e um desenho preparatório para o grupo central de figuras com o cachorro (leiloado na Sotheby's de Londres em 1984). A obra é típica da produção artística de Magnasco, frequentemente marcada pela associação da pintura de paisagem com cenas de gênero. |
|                    | Alessandro Magnasco (Gênova, 1667-1749)                          | São Francisco de Assis confortado pelo anjo | c. 1720-1740                    | Óleo sobre tela    | 44 x 30 cm      | Museu Nacional de Belas Artes       | Rio de Janeiro, RJ | A tela é uma versão reduzida de uma tela de grandes dimensões conservada na Galleria di Palazzo Bianco, em Gênova, representativa da produção mais "tenebrista" da obra tardia de Magnasco. |
|                    | Giacomo Ceruti (Milão, 1698-1767)                                | Retrato                                     | século XVIII                    | Óleo sobre tela    | 84 x 74 cm      | Coleção particular                  | São Paulo, SP      | |
| Roma e Nápoles     |                                                                  |                                             |                                 |                    |                 |                                     |                    | |
| Imagem             | Autor                                                            | Título                                      | Datação                         | Técnica e suporte  | Dimensões       | Acervo                              | Localização        | Outras informações |
|                    | Atribuído a Sebastiano Conca (Gaeta, 1680 - Nápoles, 1764)       | Sagrada Família com Sant'Ana e Anjos        | século XVIII                    | Óleo sobre madeira | 43 x 53 cm      | Coleção particular                  | São Paulo, SP      | |
|                    | Atribuído a Francesco Trevisani (Capodistria, 1656 - Roma, 1746) | Santa Ágata                                 | primeira metade do século XVIII | Óleo sobre madeira | 74 x 63 cm      | Coleção particular                  | São Paulo, SP      | |
|                    | Domenico Antonio Vaccaro (Nápoles, 1678-1745)                    | Assunção da Virgem                          | primeira metade do século XVIII | Óleo sobre ardósia | diâmetro: 76 cm | Coleção particular                  | São Paulo, SP      | |
|                    | Francesco de Mura (Nápoles, 1696-1782)                           | Virgem com o Menino e São João Batista      | século XVIII                    | Óleo sobre tela    | 75 x 62 cm      | Museu Nacional de Belas Artes       | Rio de Janeiro, RJ | Discípulo de Solimena, Francesco de Mura foi um dos grandes mestres napolitanos de meados do século XVIII, admirado, sobretudo, em função do ciclo de afrescos para o teto da igreja de SS. Severino e Sossio (1742). |
|                    | Corrado Giaquinto (Molfetta, 1703 - Nápoles, 1766)               | Apoteose de São Nicolau de Lorena           | 1733                            | Óleo sobre tela    | 97 x 134 cm     | Museu Nacional de Belas Artes       | Rio de Janeiro, RJ | A tela é um modelletto para o afresco da cúpula da igreja de San Nicola Lorenese, executado em 1733, o primeiro grande trabalho de Giaquinto em Roma e obra-prima da pintura mural romana setecentista. O contrato firmado entre o pintor e a Congregação de Lorena para execução do afresco encontra-se conservado nos Archives de Saint Louis e menciona que a obra deveria estar "em conformidade com o esboço realizado pelo sr. Corrado", isso é, a tela hoje ubicada no Rio de Janeiro. |
|                    | Corrado Giaquinto (Molfetta, 1703 - Nápoles, 1766)               | Natividade de São João Batista              | 1750-1753                       | Óleo sobre tela    | 66 x 48 cm      | Museu Nacional de Belas Artes       | Rio de Janeiro, RJ | Trata-se de um esboço para o retábulo conservado no Museu Nacional de Tarento, executado pouco antes da partida de Giaquinto para a Espanha. São conhecidas outras duas versões autógrafas dessa composição, uma na Pinacoteca de Montefortino e outra coleção de Domenico Maselli, em Bari, além de desenhos preparatórios dispersos por museus europeus. A obra guarda similaridades com outras duas Natividades de Guiaquinto, realizadas para a Igreja do Sufrágio, em Cesena, e para a Catedral de Pisa. |
|                    | Corrado Giaquinto (Molfetta, 1703 - Nápoles, 1766)               | Alegoria                                    | século XVIII                    | Óleo sobre tela    | 48 x 64 cm      | Coleção particular                  | São Paulo, SP      | |
|                    | Giovanni Paolo Pannini (Placência, 1691 - Roma, 1765)            | Diógenes e Alexandre Magno                  | século XVIII                    | Óleo sobre tela    | 74 x 99 cm      | Coleção particular                  | Rio de Janeiro, RJ | |
|                    | Giovanni Paolo Pannini (Placência, 1691 - Roma, 1765)            | Capricho com ruínas romanas                 | século XVIII                    | Óleo sobre tela    | 109 x 105 cm    | Instituto Lina Bo e P.M. Bardi      | São Paulo, SP      | |
|                    | Agostino Masucci (Roma, 1691-1758)                               | A Santíssima Trindade com a Virgem e Santos | 1745-1760                       | Óleo sobre tela    | 100 x 51 cm     | Museu Nacional de Belas Artes       | Rio de Janeiro, RJ | A obra é um modello para o retábulo monumental pintado por Masucci para o Rei de Portugal, Dom João VI, seu habitual cliente, que a destinou à decoração da igreja do Palácio da Ajuda. Destacada pela delicadeza do colorido e do modelado, a tela parece prenunciar algumas características estéticas do neoclassicismo iminente. |
|                    | Pompeo Batoni (Lucca, 1708 - Roma, 1787)                         | Natividade com adoração dos pastores        | século XVIII                    | Óleo sobre tela    | 138 x 102 cm    | Coleção particular                  | São Paulo, SP      | A presente Natividade guarda inúmeras afinidades estéticas, de estilo e composição com a Aparição da Virgem com o Menino a Santo Eligio, conservada na Igreja de Santo Eligio em Roma. |
|                    | Pompeo Batoni (?) (Lucca, 1708 - Roma, 1787)                     | A Virgem Amamentando o Menino               | 1760-1780                       | Óleo sobre tela    | 89 x 72 cm      | Museu de Arte de São Paulo          | São Paulo, SP      | A obra já foi atribuída ao círculo de Maratta e a Agostino Masucci, mas a pincelada esmaltada, a elegância e frieza do desenho e a tonalidade do azul sugerem uma atribuição a Pompeo Batoni, em especial ao seu período maduro. |
|                    | Atribuído a Angelika Kauffmann (Coira, 1741 - Roma, 1807)        | Retrato de senhora                          | século XVIII                    | Óleo sobre tela    | 55 x 42 cm      | Coleção particular                  | São Paulo, SP      | |
|                    | Pintor italiano (século XVIII)                                   | Rosas                                       | século XVIII                    | Óleo sobre vidro   | 41 x 26 cm      | Coleção particular                  | São Paulo, SP      | |

### Século XIX
O núcleo referente ao século XIX compreende 29 pinturas de variadas escolas, representando distintos movimentos artísticos da arte oitocentista italiana. Não obstante a sua distância em relação a liderança do movimento artístico europeu e as crises políticas, econômicas e demais obstáculos à sua unidade nacional, agravados desde a queda do Império Napoleônico, a Itália logrou conservar no século XIX a capacidade de acompanhar e dialogar com os desenvolvimentos artísticos continentais, além de fortalecer o papel das academias, segundo o foco de irradiação da didática neoclássica.
| Itália Setentrional |                                                            |                           |              |                    |              |                               |                    | |
| Imagem              | Autor                                                      | Título                    | Datação      | Técnica e suporte  | Dimensões    | Acervo                        | Localização        | Outras informações |
|                     | Nicolò Barabino (San Pier d'Arena, 1832 - Florença, 1891)  | Bordadeira                | século XIX   | Óleo sobre tela    | 43 x 30 cm   | Coleção particular            | São Paulo, SP      | |
|                     | Nicolò Barabino (San Pier d'Arena, 1832 - Florença, 1891)  | Virgem com o Menino Jesus | século XIX   | Óleo sobre tela    | 68 x 23 cm   | Coleção particular            | São Paulo, SP      | |
|                     | Tranquillo Cremona (Pavia, 1837 - Milão, 1878)             | Bordadeira                | século XIX   | Óleo sobre tela    | 35 x 20 cm   | Coleção particular            | São Paulo, SP      | Influenciado por Giovanni Carnevali, expoente do Romantismo italiano, Tranquillo Cremona notabilizou-se pelos retratos femininos, pela vibração luminosa e o colorismo rico. A presenta obra é caracterizada ainda por outros atributos de seu estilo, nomeadamente a construção sólida do desenho por meio do recurso ao claro-escuro, contrastando com o fundo indefinido. |
|                     | Gaetano Previati (Ferrara, 1852 - Lavagna, 1920)           | Paisagem com figuras      | c. 1900-1910 | Óleo sobre tela    | 86 x 117 cm  | Museu de Arte de São Paulo    | São Paulo, SP      | Obra típica da fase simbolista de Previati, influenciada por Odilon Redon e Félicien Rops, esta paisagem foi exposta em São Paulo, na vitrine da Casa Garraux, em 1911, e doada ao MASP por Ciccillo Matarazzo, em 1949. |
|                     | Federico Zandomeneghi (Veneza, 1841 - Paris, 1917)         | Nu                        | século XIX   | Óleo sobre madeira | 36 x 40 cm   | Coleção particular            | São Paulo, SP      | Formado na Academia de Veneza, Zandomeneghi foi um dos grandes mestres da pintura oitocentista italiana, integrando a geração dos artistas "veristas" (caracterizados pela temática de cunho social e pelo frequente engajamento nas campanhas político-militares que levaram ao Risorgimento italiano), mas também influenciado pelos Macchiaioli.                          |
|                     | Giacomo Favretto (Veneza, 1849-1887)                       | Idílio                    | século XIX   | Óleo sobre papel   | 83 x 61 cm   | Museu Nacional de Belas Artes | Rio de Janeiro, RJ | |
|                     | Luigi Nono (Fusina, 1850 - Veneza, 1918)                   | Casal de camponeses       | século XIX   | Óleo sobre tela    | 70 x 46 cm   | Coleção particular            | São Paulo, SP      | |
|                     | Ettore Tito (Castellammare di Stabia, 1859 - Veneza, 1941) | Dança de roda             | 1906         | Óleo sobre tela    | 88 x 108 cm  | Museu Nacional de Belas Artes | Rio de Janeiro, RJ | O título original da tela é Il Girotondo e a composição guarda semelhanças com uma tela homônima conservada no Museu de Luxemburgo. Foi doada à Escola Nacional de Belas Artes por Ferruccio Steffani em 1908 e legada pelo MNBA como parte de seu acervo base. |
|                     | Fabio Fabbi (Bolonha, 1861 - Casalecchio di Reno, 1946)    | Argeliana                 | c. 1893      | Óleo sobre tela    | 150 x 106 cm | Museu Nacional de Belas Artes | Rio de Janeiro, RJ | A presente tela evoca a estética orientalista típica da pintura de Fabio Fabbi, bem como a influência da arte de Marià Fortuny sobre sua produção. |